# 香川県立三木高等学校
香川県立三木高等学校 （かがわけんりつ みきこうとうがっこう）は、香川県木田郡三木町にある県立高等学校。通称「三木高」（ミキコウ）。

## 概要
1996年に創立した香川県で最も新しい県立高等学校である。校舎は三木町役場などがある町の中心地区に位置し、東に讃岐七富士のひとつの白山（しらやま）を臨み、西側には新川が流れている。
全日制課程と定時制課程が設置されており、全日制は香川県の高等学校で初めて設置された総合学科と文理科の2学科、定時制には単位制の普通科1学科が設置されている。また、設立当初から単位制や2学期制を採り入れている。定時制では香川県の高等学校で初の秋季募集（10月入学）が2010年から行われている。2012年には卒業生が2000名を越した。
定時制の教室は全日制とは独立しているため、全日制の授業が続いている15時から6時限の授業が行われている。これにより3年での卒業が可能となっている。

### 設置学科
- 全日制課程 - 2年次より選択したコース・系列に分かれて専門課程を学ぶ[4]
  - 文理科（文系コース、理系コース）
  - 総合学科（国際系列、流通系列、福祉系列）
- 定時制課程
  - 普通科

### 校歌
「校歌」- 作詞は溝渕利博、作曲は松繁哲朗である。

### 校訓
『自主 自律 友愛』- 当校のイメージキャラクターは校訓から名づけられた『しゅうくん・りっちゃん・ゆうくん』である。

### 校章
校章は三木町木であるメタセコイアが3本並び立つデザインとなっている。実際に当校の校舎正門付近にも3本のメタセコイアが植えられており、このうちの1本は当校開校以前に三木町にあった香川県立高松東高等学校白山分校（1996年3月閉校）から移植されたものである。

### スクールカラー
メタセコイアなどからイメージされる緑色が当校のスクールカラーである。

## 沿革
- 1996年 - 開校
- 2000年 - 文部省より読書活動優秀実践校の表彰を受ける。
- 2010年 - 定時制課程で秋季募集開始。

## 学校行事
2014年現在
- 離任式
- 入学式
- 新任式・対面式

以上の4つの行事は4月上旬に行われる。
- ガイダンス合宿（1年生）
- 修学旅行（2年生）行き先は北海道が多い
- 遠足（3年生）行き先は神戸が多い（近年は倉敷に行くこともある）

4月中旬～下旬
- 体育祭

5月中旬に行われる。
- 七夕飾り

7月上旬に正面玄関入ってすぐのコモンホールに竹を立てて飾り付けが行われる。生徒は各自の願い事を短冊に書いて自由に吊るしてよいことになっている。
- 野球応援

全国高等学校野球選手権香川大会に出場する野球部を、会場である高松市生島町の香川県営野球場で応援する。
- インターンシップ（総合学科1年生）
- ニュージーランド語学研修（総合学科国際系列の希望者）

7月下旬
- 文化祭

9月上旬～中旬に2日間行われ、うち1日が一般公開される。
- クラスマッチ・芋祭

12月上旬に行われる。クラスマッチは必ずしも球技とは限らず、過去にはクイズ大会や鬼ごっこが行われたこともある。
いも祭とはグラウンド横の畑で作られたサツマイモで焼き芋を楽しむもので、クラスマッチの後に行われている。
- クリスマスツリー

12月中旬から下旬にかけてコモンホールに本物の樅の木を運んできて飾り付けが行われる。
- 卒業生を送る会
- 卒業式

3月上旬に行われる。
- 春祭（はるさい）

3月下旬に三木町文化交流プラザで行われる。以前の吹奏楽部定期演奏会に、演劇部や合唱部によるステージ、有志によるダンス、放送部・美術部・写真部・ボランティア同好会などによるサポート、その他文化部の展示などが加わり盛大なイベントとなったもの。卒業生や離任した先生も多く集まるため旧交を温める場にもなっている。

## 生徒会・部活動

### 生徒会
全日制課程の生徒全員により構成される。
- 生徒会本部

生徒会長1名・副会長2名・書記2名・会計2名・評議委員会正副議長2名により構成される。
| - 陸上部 - 剣道部 - バドミントン部 - テニス部 - 卓球部 - サッカー部 - バスケットボール部 - バレーボール部 - ソフトボール部 - 野球部 | - 放送部 - 写真部 - 英会話部 - 茶華道部 - 演劇部 - 美術部 - 書道部 - 新聞部 - 文芸部 - 合唱部 - 吹奏楽部 |

### 同好会
- お笑い
- ボランティア
- 応援

※定時制には部活動はないが、毎年6月に開催される県定通総体にあわせて4月ごろより体育の授業等で総体練習を行っている。

## 同窓会
同窓会は第1回卒業式が行われた1999年3月に設立された。名称は学校創立10周年時に決定した『杉緑会（さんりょくかい）』。命名理由は三木町の木のメタセコイアの和名がアケボノスギ（曙杉）であること。漢字の「杉」を旁と偏に分けると「三」と「木」になること。当校のスクールカラーが緑とであることなどによる。

## 著名な出身者
- 鍋井まき子（声優）

## その他
- 三木町内には本校の開校以前に香川県立高松東高等学校白山分校があったが、本校開校と同時に閉校している。
- 校舎及び体育館はバリアフリー化が進んでおり、早くから身体障害者用トイレ、エレベータやスロープが校舎に、また、身体障害者用トイレやスロープが体育館にも設置されている。
- 1・2年は4クラスであり、3年は6クラスある。
- 生徒会は定時制にも存在する。

## 交通
- 高松琴平電気鉄道長尾線 学園通り駅
- 三木町コミュニティバス 北部コース線「三木高前」停留所